# 2006–2007-es UEFA-bajnokok ligája (egyenes kieséses szakasz)
A 2006–2007-es UEFA-bajnokok ligája egyenes kieséses szakasza 2007. február 20-án kezdődött, és május 23-án ért véget az athéni Olimpiai Stadionban rendezett döntővel. Az egyenes kieséses szakaszban az a 16 csapat vett részt, amelyek a csoportkör során a saját csoportjuk első két helyének valamelyikén végeztek.

## Lebonyolítás
A döntő kivételével mindegyik mérkőzés oda-visszavágós rendszerben zajlott. A két találkozó végén az összesítésben jobbnak bizonyuló csapatok jutottak tovább a következő körbe. Ha az összesítésnél az eredmény döntetlen volt, akkor az idegenben több gólt szerző csapat jutott tovább. Amennyiben az idegenben lőtt gólok száma is azonos volt, akkor 30 perces hosszabbítást rendeztek a visszavágó rendes játékidejének lejárta után. Ha a 2×15 perces hosszabbításban gólt/gólokat szerzett mindkét együttes, és az összesített állás egyenlő volt, akkor a vendég csapat jutott tovább idegenben szerzett góllal/gólokkal. Gólnélküli hosszabbítás esetén büntetőpárbajra került sor. A döntőt egy mérkőzés keretében rendezték meg.

## Résztvevők
| Csoport   | Csoportelső        | Csoportmásodik |
| --------- | ------------------ | -------------- |
| A csoport | Chelsea            | FC Barcelona   |
| B csoport | Bayern München     | Internazionale |
| C csoport | Liverpool FC       | PSV Eindhoven  |
| D csoport | Valencia CF        | AS Roma        |
| E csoport | Olympique Lyonnais | Real Madrid    |
| F csoport | Manchester United  | Celtic         |
| G csoport | Arsenal            | FC Porto       |
| H csoport | AC Milan           | Lille OSC      |

## Ágrajz
|  | Nyolcaddöntők         | Nyolcaddöntők         | Nyolcaddöntők     | Nyolcaddöntők     | Nyolcaddöntők |   |                   | Negyeddöntők      | Negyeddöntők | Negyeddöntők | Negyeddöntők | Negyeddöntők |  |  | Elődöntők | Elődöntők | Elődöntők | Elődöntők | Elődöntők |  |  | Döntő | Döntő | Döntő |  |
|  |                       |                       |                   |                   |               |   |                   |                   |              |              |              |              |  |  |           |           |           |           |           |  |  |       |       |       |  |
|  | Roma                  | Roma                  | 0                 | 2                 | 2             |   |                   |                   |              |              |              |              |  |  |           |           |           |           |           |  |  |       |       |       |  |
|  | Roma                  | Roma                  | 0                 | 2                 | 2             |   |                   |                   |              |              |              |              |  |  |           |           |           |           |           |  |  |       |       |       |  |
|  | Lyon                  | Lyon                  | 0                 | 0                 | 0             |   |                   |                   |              |              |              |              |  |  |           |           |           |           |           |  |  |       |       |       |  |
|  | Lyon                  | Lyon                  | 0                 | 0                 | 0             |   | Roma              | Roma              | 2            | 1            | 3            |              |  |  |           |           |           |           |           |  |  |       |       |       |  |
|  |                       |                       |                   |                   |               |   | Roma              | Roma              | 2            | 1            | 3            |              |  |  |           |           |           |           |           |  |  |       |       |       |  |
|  |                       |                       | Manchester United | Manchester United | 1             | 7 | 8                 |                   |              |              |              |              |  |  |           |           |           |           |           |  |  |       |       |       |  |
|  | Lille                 | Lille                 | Manchester United | Manchester United | 1             | 7 | 8                 | 0                 | 0            | 0            |              |              |  |  |           |           |           |           |           |  |  |       |       |       |  |
|  | Lille                 | Lille                 |                   |                   |               |   |                   |                   |              | 0            |              |              |  |  |           |           |           |           |           |  |  |       |       |       |  |
|  | Manchester United     | Manchester United     | 1                 | 1                 | 2             |   |                   |                   |              |              |              |              |  |  |           |           |           |           |           |  |  |       |       |       |  |
|  | Manchester United     | Manchester United     | 1                 | 1                 | 2             |   | Manchester United | Manchester United | 3            | 0            | 3            |              |  |  |           |           |           |           |           |  |  |       |       |       |  |
|  |                       |                       |                   |                   |               |   |                   |                   |              |              |              |              |  |  |           |           |           |           |           |  |  |       |       |       |  |
|  |                       |                       | AC Milan          | AC Milan          | 2             | 3 | 5                 |                   |              |              |              |              |  |  |           |           |           |           |           |  |  |       |       |       |  |
|  | Celtic                | Celtic                | AC Milan          | AC Milan          | 2             | 3 | 5                 | 0                 | 0            | 0            |              |              |  |  |           |           |           |           |           |  |  |       |       |       |  |
|  | Celtic                | Celtic                |                   |                   |               |   |                   |                   |              | 0            |              |              |  |  |           |           |           |           |           |  |  |       |       |       |  |
|  | AC Milan              | AC Milan              | 0                 | 1                 | 1             |   |                   |                   |              |              |              |              |  |  |           |           |           |           |           |  |  |       |       |       |  |
|  | AC Milan              | AC Milan              | 0                 | 1                 | 1             |   | AC Milan          | AC Milan          | 2            | 2            | 4            |              |  |  |           |           |           |           |           |  |  |       |       |       |  |
|  |                       |                       |                   |                   |               |   | AC Milan          | AC Milan          | 2            | 2            | 4            |              |  |  |           |           |           |           |           |  |  |       |       |       |  |
|  |                       |                       | Bayern München    | Bayern München    | 2             | 0 | 2                 |                   |              |              |              |              |  |  |           |           |           |           |           |  |  |       |       |       |  |
|  | Real Madrid           | Real Madrid           | Bayern München    | Bayern München    | 2             | 0 | 2                 | 3                 | 1            | 4            |              |              |  |  |           |           |           |           |           |  |  |       |       |       |  |
|  | Real Madrid           | Real Madrid           |                   |                   |               |   |                   |                   |              | 4            |              |              |  |  |           |           |           |           |           |  |  |       |       |       |  |
|  | Bayern München (i.g.) | Bayern München (i.g.) | 2                 | 2                 | 4             |   |                   |                   |              |              |              |              |  |  |           |           |           |           |           |  |  |       |       |       |  |
|  | Bayern München (i.g.) | Bayern München (i.g.) | 2                 | 2                 | 4             |   | AC Milan          | AC Milan          | 2            |              |              |              |  |  |           |           |           |           |           |  |  |       |       |       |  |
|  |                       |                       |                   |                   |               |   |                   |                   |              |              |              |              |  |  |           |           |           |           |           |  |  |       |       |       |  |
|  |                       |                       | Liverpool         | Liverpool         | 1             |   |                   |                   |              |              |              |              |  |  |           |           |           |           |           |  |  |       |       |       |  |
|  | FC Porto              | FC Porto              | Liverpool         | Liverpool         | 1             | 1 | 1                 | 2                 |              |              |              |              |  |  |           |           |           |           |           |  |  |       |       |       |  |
|  | FC Porto              | FC Porto              |                   |                   |               |   |                   | 2                 |              |              |              |              |  |  |           |           |           |           |           |  |  |       |       |       |  |
|  | Chelsea               | Chelsea               | 1                 | 2                 | 3             |   |                   |                   |              |              |              |              |  |  |           |           |           |           |           |  |  |       |       |       |  |
|  | Chelsea               | Chelsea               | 1                 | 2                 | 3             |   | Chelsea           | Chelsea           | 1            | 2            | 3            |              |  |  |           |           |           |           |           |  |  |       |       |       |  |
|  |                       |                       |                   |                   |               |   | Chelsea           | Chelsea           | 1            | 2            | 3            |              |  |  |           |           |           |           |           |  |  |       |       |       |  |
|  |                       |                       | Valencia          | Valencia          | 1             | 1 | 2                 |                   |              |              |              |              |  |  |           |           |           |           |           |  |  |       |       |       |  |
|  | Internazionale        | Internazionale        | Valencia          | Valencia          | 1             | 1 | 2                 | 2                 | 0            | 2            |              |              |  |  |           |           |           |           |           |  |  |       |       |       |  |
|  | Internazionale        | Internazionale        |                   |                   |               |   |                   |                   |              | 2            |              |              |  |  |           |           |           |           |           |  |  |       |       |       |  |
|  | Valencia (i.g.)       | Valencia (i.g.)       | 2                 | 0                 | 2             |   |                   |                   |              |              |              |              |  |  |           |           |           |           |           |  |  |       |       |       |  |
|  | Valencia (i.g.)       | Valencia (i.g.)       | 2                 | 0                 | 2             |   | Chelsea           | Chelsea           | 1            | 0            | 1 (1)        |              |  |  |           |           |           |           |           |  |  |       |       |       |  |
|  |                       |                       |                   |                   |               |   |                   |                   |              |              |              |              |  |  |           |           |           |           |           |  |  |       |       |       |  |
|  |                       |                       | Liverpool         | Liverpool         | 0             | 1 | 1 (4)             |                   |              |              |              |              |  |  |           |           |           |           |           |  |  |       |       |       |  |
|  | PSV Eindhoven         | PSV Eindhoven         | Liverpool         | Liverpool         | 0             | 1 | 1 (4)             | 1                 | 1            | 2            |              |              |  |  |           |           |           |           |           |  |  |       |       |       |  |
|  | PSV Eindhoven         | PSV Eindhoven         |                   |                   |               |   |                   |                   |              | 2            |              |              |  |  |           |           |           |           |           |  |  |       |       |       |  |
|  | Arsenal               | Arsenal               | 0                 | 1                 | 1             |   |                   |                   |              |              |              |              |  |  |           |           |           |           |           |  |  |       |       |       |  |
|  | Arsenal               | Arsenal               | 0                 | 1                 | 1             |   | PSV Eindhoven     | PSV Eindhoven     | 0            | 0            | 0            |              |  |  |           |           |           |           |           |  |  |       |       |       |  |
|  |                       |                       |                   |                   |               |   | PSV Eindhoven     | PSV Eindhoven     | 0            | 0            | 0            |              |  |  |           |           |           |           |           |  |  |       |       |       |  |
|  |                       |                       | Liverpool         | Liverpool         | 3             | 1 | 4                 |                   |              |              |              |              |  |  |           |           |           |           |           |  |  |       |       |       |  |
|  | FC Barcelona          | FC Barcelona          | Liverpool         | Liverpool         | 3             | 1 | 4                 | 1                 | 1            | 2            |              |              |  |  |           |           |           |           |           |  |  |       |       |       |  |
|  | FC Barcelona          | FC Barcelona          |                   |                   |               |   |                   |                   |              | 2            |              |              |  |  |           |           |           |           |           |  |  |       |       |       |  |
|  | Liverpool (i.g.)      | Liverpool (i.g.)      | 2                 | 0                 | 2             |   |                   |                   |              |              |              |              |  |  |           |           |           |           |           |  |  |       |       |       |  |

## Nyolcaddöntők

### Párosítások
| 1. csapat      | Össz.Tooltip Aggregate score | 2. csapat          | 1. mérk. | 2. mérk.   |
| -------------- | ---------------------------- | ------------------ | -------- | ---------- |
| FC Porto       | 2–3                          | Chelsea            | 1–1      | 1–2        |
| Celtic         | 0–1                          | AC Milan           | 0–0      | 0–1 (h.u.) |
| PSV Eindhoven  | 2–1                          | Arsenal            | 1–0      | 1–1        |
| Lille          | 0–2                          | Manchester United  | 0–1      | 0–1        |
| AS Roma        | 2–0                          | Olympique Lyonnais | 0–0      | 2–0        |
| FC Barcelona   | 2–2 (i.g.)                   | Liverpool FC       | 1–2      | 1–0        |
| Real Madrid    | 4–4 (i.g.)                   | Bayern München     | 3–2      | 1–2        |
| Internazionale | 2–2 (i.g.)                   | Valencia CF        | 2–2      | 0–0        |

### 1. mérkőzések
Az időpontok közép-európai idő/közép-európai nyári idő szerint értendők.
| 2007. február 20. 20:45 |

| Celtic | 0–0         | AC Milan |
| ------ | ----------- | -------- |
|        | Jegyzőkönyv |          |

| Celtic Park, Glasgow Nézőszám: 58 785 Játékvezető: Terje Hauge (norvég) |

| 2007. február 20. 20:45 |

| Lille | 0–1               | Manchester United |
| ----- | ----------------- | ----------------- |
|       | (0–0) Jegyzőkönyv | Giggs 83'         |

| Stade Félix-Bollaert, Lens Nézőszám: 41 000 Játékvezető: Eric Braamhaar (holland) |

| 2007. február 20. 20:45 |

| PSV Eindhoven | 1–0               | Arsenal |
| ------------- | ----------------- | ------- |
| Méndez 61'    | (0–0) Jegyzőkönyv |         |

| Philips Stadion, Eindhoven Nézőszám: 35 000 Játékvezető: Tom Henning Øvrebø (norvég) |

| 2007. február 20. 20:45 |

| Real Madrid                     | 3–2               | Bayern München           |
| ------------------------------- | ----------------- | ------------------------ |
| Raúl 10' 28' van Nistelrooy 34' | (3–1) Jegyzőkönyv | Lúcio 23' van Bommel 88' |

| Santiago Bernabéu stadion, Madrid Nézőszám: 80 300 Játékvezető: Frank De Bleeckere (belga) |

| 2007. február 21. 20:45 |

| FC Barcelona | 1–2               | Liverpool FC          |
| ------------ | ----------------- | --------------------- |
| Deco 14'     | (1–1) Jegyzőkönyv | Bellamy 43' Riise 74' |

| Camp Nou, Barcelona Nézőszám: 88 000 Játékvezető: Kírosz Vasszárasz (görög) |

| 2007. február 21. 20:45 |

| Internazionale           | 2–2               | Valencia CF         |
| ------------------------ | ----------------- | ------------------- |
| Cambiasso 29' Maicon 76' | (1–0) Jegyzőkönyv | Villa 64' Silva 86' |

| San Siro, Milánó Nézőszám: 65 000 Játékvezető: Martin Hansson (svéd) |

| 2007. február 21. 20:45 |

| FC Porto     | 1–1               | Chelsea       |
| ------------ | ----------------- | ------------- |
| Meireles 12' | (1–1) Jegyzőkönyv | Sevcsenko 16' |

| Estádio do Dragão, Porto Nézőszám: 49 000 Játékvezető: Massimo Busacca (svájci) |

| 2007. február 21. 20:45 |

| Roma | 0–0         | Olympique Lyonnais |
| ---- | ----------- | ------------------ |
|      | Jegyzőkönyv |                    |

| Stadio Olimpico, Róma Nézőszám: 55 000 Játékvezető: Michael Riley (angol) |

### 2. mérkőzések
| 2007. március 6. 20:45 |

| Chelsea                | 2–1               | FC Porto     |
| ---------------------- | ----------------- | ------------ |
| Robben 48' Ballack 78' | (0–1) Jegyzőkönyv | Quaresma 15' |

| Stamford Bridge, London Nézőszám: 39 041 Játékvezető: Roberto Rosetti (olasz) |

| 2007. március 6. 20:45 |

| Liverpool FC | 0–1               | FC Barcelona   |
| ------------ | ----------------- | -------------- |
|              | (0–0) Jegyzőkönyv | Guðjohnsen 75' |

| Anfield, Liverpool Nézőszám: 45 000 Játékvezető: Herbert Fandel (német) |

| 2007. március 6. 20:45 |

| Olympique Lyonnais | 0–2               | AS Roma               |
| ------------------ | ----------------- | --------------------- |
|                    | (0–2) Jegyzőkönyv | Totti 22' Mancini 44' |

| Stade de Gerland, Lyon Nézőszám: 41 000 Játékvezető: Manuel Mejuto González (spanyol) |

| 2007. március 6. 20:45 |

| Valencia CF | 0–0         | Internazionale |
| ----------- | ----------- | -------------- |
|             | Jegyzőkönyv |                |

| Estadio Mestalla, Valencia Nézőszám: 53 000 Játékvezető: Wolfgang Stark (német) |

| 2007. március 7. 20:45 |

| Arsenal          | 1–1               | PSV Eindhoven |
| ---------------- | ----------------- | ------------- |
| Alex 58' (öngól) | (0–0) Jegyzőkönyv | Alex 83'      |

| Emirates Stadion, London Nézőszám: 60 073 Játékvezető: Alain Hamer (luxemburgi) |

| 2007. március 7. 20:45 |

| Bayern München      | 2–1               | Real Madrid                   |
| ------------------- | ----------------- | ----------------------------- |
| Makaay 1' Lúcio 66' | (1–0) Jegyzőkönyv | van Nistelrooy 83' (11-esből) |

| Fussball Arena München, München Nézőszám: 69 500 Játékvezető: Ľuboš Micheľ (szlovák) |

| 2007. március 7. 20:45 |

| Manchester United | 1–0               | Lille |
| ----------------- | ----------------- | ----- |
| Larsson 72'       | (0–0) Jegyzőkönyv |       |

| Old Trafford, Manchester Nézőszám: 75 182 Játékvezető: Luis Medina Cantalejo (spanyol) |

| 2007. március 7. 20:45 |

| AC Milan | 1–0 (h. u.)                 | Celtic |
| -------- | --------------------------- | ------ |
| Kaká 93' | (0–0, 1–0, 1–0) Jegyzőkönyv |        |

| San Siro, Milánó Nézőszám: 65 000 Játékvezető: Konrad Plautz (osztrák) |

## Negyeddöntők

### Párosítások
| 1. csapat     | Össz.Tooltip Aggregate score | 2. csapat         | 1. mérk. | 2. mérk. |
| ------------- | ---------------------------- | ----------------- | -------- | -------- |
| AC Milan      | 4–2                          | Bayern München    | 2–2      | 2–0      |
| PSV Eindhoven | 0–4                          | Liverpool FC      | 0–3      | 0–1      |
| AS Roma       | 3–8                          | Manchester United | 2–1      | 1–7      |
| Chelsea       | 3–2                          | Valencia CF       | 1–1      | 2–1      |

### 1. mérkőzések
| 2007. április 3. 20:45 |

| AC Milan                      | 2–2               | Bayern München       |
| ----------------------------- | ----------------- | -------------------- |
| Pirlo 40' Kaká 84' (11-esből) | (1–0) Jegyzőkönyv | Van Buyten 78' 90+3' |

| San Siro, Milánó Nézőszám: 77 700 Játékvezető: Jurij Baszkakov (orosz) |

| 2007. április 3. 20:45 |

| PSV Eindhoven | 0–3               | Liverpool FC                     |
| ------------- | ----------------- | -------------------------------- |
|               | (0–1) Jegyzőkönyv | Gerrard 27' Riise 49' Crouch 63' |

| Philips Stadion, Eindhoven Nézőszám: 36 500 Játékvezető: Bertrand Layec (francia) |

| 2007. április 4. 20:45 |

| AS Roma                | 2–1               | Manchester United |
| ---------------------- | ----------------- | ----------------- |
| Taddei 44' Vučinić 67' | (1–0) Jegyzőkönyv | Rooney 60'        |

| Stadio Olimpico, Róma Nézőszám: 77 000 Játékvezető: Herbert Fandel (német) |

| 2007. április 4. 20:45 |

| Chelsea    | 1–1               | Valencia CF |
| ---------- | ----------------- | ----------- |
| Drogba 53' | (0–1) Jegyzőkönyv | Silva 30'   |

| Stamford Bridge, London Nézőszám: 38 065 Játékvezető: Frank De Bleeckere (belga) |

### 2. mérkőzések
| 2007. április 10. 20:45 |

| Manchester United                                             | 7–1                         | AS Roma      |
| ------------------------------------------------------------- | --------------------------- | ------------ |
| Carrick 11' 60' Smith 17' Rooney 19' Ronaldo 44' 49' Evra 81' | (4–0) Jegyzőkönyv Részletek | De Rossi 69' |

| Old Trafford, Manchester Nézőszám: 74 476 Játékvezető: Ľuboš Micheľ (szlovák) |

| 2007. április 10. 20:45 |

| Valencia CF   | 1–2               | Chelsea                  |
| ------------- | ----------------- | ------------------------ |
| Morientes 32' | (1–0) Jegyzőkönyv | Sevcsenko 52' Essien 90' |

| Estadio Mestalla, Valencia Nézőszám: 53 000 Játékvezető: Kírosz Vasszárasz (görög) |

| 2007. április 11. 20:45 |

| Bayern München | 0–2               | AC Milan                |
| -------------- | ----------------- | ----------------------- |
|                | (0–2) Jegyzőkönyv | Seedorf 27' Inzaghi 31' |

| Fussball Arena München, München Nézőszám: 65 000 Játékvezető: Manuel Mejuto González (spanyol) |

| 2007. április 11. 20:45 |

| Liverpool FC | 1–0               | PSV Eindhoven |
| ------------ | ----------------- | ------------- |
| Crouch 67'   | (0–0) Jegyzőkönyv |               |

| Anfield, Liverpool Nézőszám: 41 447 Játékvezető: Roberto Rosetti (olasz) |

## Elődöntők

### Párosítások
| 1. csapat         | Össz.Tooltip Aggregate score | 2. csapat    | 1. mérk. | 2. mérk.   |
| ----------------- | ---------------------------- | ------------ | -------- | ---------- |
| Chelsea           | 1–1 (t. 1–4)                 | Liverpool FC | 1–0      | 0–1 (h.u.) |
| Manchester United | 3–5                          | AC Milan     | 3–2      | 0–3        |

### 1. mérkőzések
| 2007. április 24. 20:45 |

| Manchester United           | 3–2               | AC Milan     |
| --------------------------- | ----------------- | ------------ |
| Ronaldo 5' Rooney 59' 90+1' | (1–2) Jegyzőkönyv | Kaká 22' 37' |

| Old Trafford, Manchester Nézőszám: 73 820 Játékvezető: Kírosz Vasszárasz (görög) |

| 2007. április 25. 20:45 |

| Chelsea     | 1–0               | Liverpool FC |
| ----------- | ----------------- | ------------ |
| J. Cole 29' | (1–0) Jegyzőkönyv |              |

| Stamford Bridge, London Nézőszám: 39 483 Játékvezető: Markus Merk (német) |

### 2. mérkőzések
| 2007. május 1. 20:45 |

| Liverpool FC                | 1–0 (h. u.)                 | Chelsea               |
| --------------------------- | --------------------------- | --------------------- |
| Agger 22'                   | (1–0, 1–0, 1–0) Jegyzőkönyv |                       |
| Büntetőpárbaj               |                             |                       |
| Zenden Alonso Gerrard Kuijt | 4–1                         | Robben Lampard Geremi |

| Anfield, Liverpool Nézőszám: 42 554 Játékvezető: Manuel Mejuto González (spanyol) |

| 2007. május 2. 20:45 |

| AC Milan                           | 3–0               | Manchester United |
| ---------------------------------- | ----------------- | ----------------- |
| Kaká 11' Seedorf 30' Gilardino 78' | (2–0) Jegyzőkönyv |                   |

| San Siro, Milánó Nézőszám: 78 500 Játékvezető: Frank De Bleeckere (belga) |

## Döntő
| 2007. május 23. 20:45 CEST |

| AC Milan        | 2–1               | Liverpool FC |
| --------------- | ----------------- | ------------ |
| Inzaghi 45' 82' | (1–0) Jegyzőkönyv | Kuijt 89'    |

| Olimpiai Stadion, Athén Nézőszám: 74 000 Játékvezető: Herbert Fandel (német) |